# 四边拱廊

一座圍柱式建築（peripteros）連同四边拱廊（peristasis）且牆端突出的神廟平面布置圖。

四边拱廊（希臘語：Περίστασις），也被音譯成派力斯塔西斯建築，在古希臘圍柱式建築（peripteros）神廟之中是走廊或是門廳四邊的圓柱圍繞著這內殿（Naos or Cella）的一種格局配置。這乃是讓祭司能夠在祭祀儀禮的列隊行進中環繞通過內殿（沿著這翼廊〔pteron〕，或稱為飛柱廊）。假使這樣的圓柱大廳圍繞著庭院（patio）或是花園，其則被稱之為列柱中庭而不是四边拱廊。在教會的建築裡，祂也能使用在該教區的一座天主教教堂的欄杆和高的聖壇之間（通常所謂的聖所或高壇、聖壇所）。

## 資料來源
- Ancient History Encyclopedia: Sicilian Temples（页面存档备份，存于）

- The Oxford Handbook of Greek and Roman Art and Architecture（页面存档备份，存于）